# Jan Nolmans
Jan Nolmans (* 12. Juli 1944 in Assent, Provinz Flämisch-Brabant) ist ein ehemaliger belgischer Radrennfahrer.

## Sportliche Laufbahn
Nolmans gewann 1962 als Amateur den Grote Geteprijs und 1963 als Unabhängiger die Tour du Nord sowie das Rennen Circuit Franco-Belge. 1964 erhielt er einen Vertrag als Berufsfahrer im Radsportteam Flandria. 1965 siegte er im Rennen Omloop Mandel-Leie-Schelde. 1966 gewann er eine Etappe der Tour du Nord und konnte bis zum Ende seiner Laufbahn als Profi noch einige kleinere Straßenrennen gewinnen. Mehrfach fuhr er Rennen der Monumente des Radsports. Dabei war der 8. Platz in der Flandern-Rundfahrt 1966 beim Sieg von Edward Sels sein bestes Resultat. In seiner letzten Saison 1967 wurde er Sechster der Belgien-Rundfahrt. 1966 fuhr er die Tour de France und schied aus dem Rennen aus. Im Giro d’Italia belegte er den 66. Rang.